# Owstonia weberi
Owstonia weberi är en fiskart som först beskrevs av John Dow Fisher Gilchrist 1922.  Owstonia weberi ingår i släktet Owstonia och familjen Cepolidae. Inga underarter finns listade i Catalogue of Life.